# Hans Joachim Mallach
Hans Joachim Mallach, född 23 september 1924 i Flatow, död 18 januari 2001 i Tübingen, var en tysk rättsläkare. Han var bland annat direktor för Institut für Gerichtliche Medizin vid Eberhard-Karls-Universitetet i Tübingen. År 1969 utnämndes han till professor.
År 1977 gjorde sig Mallach känd för en bredare allmänhet då han anförtroddes med obduktionen av de tre RAF-medlemmarna Gudrun Ensslin, Andreas Baader och Jan-Carl Raspe som under Dödsnatten hade begått självmord i Stammheimfängelset. Utan tillstånd förfärdigade han dödsmasker av dem.